# ستيفاني لورنس
ستيفاني لورنس (بالإنجليزية: Stephanie Laurens)‏ هي كاتِبة أسترالية، ولدت في 14 أغسطس 1943 في سريلانكا في الإمبراطورية الهولندية.